# Antonio Lorenzini (pittore)
Antonio Lorenzini (Bologna, 1655 – Bologna, 1740) è stato un pittore e incisore italiano del periodo barocco della scuola bolognese.

## Biografia
Fu attivo nella nativa Bologna e a Firenze. Era anche noto come Frate Antonio.  Allievo di Lorenzo Pasinelli: Si dice che mentre disegnava nella basilica bolognese di San Francesco, in particolare il quadro di Sant'Antonio da Padova che libera l'anima di suo padre dal Purgatorio, Lorenzini ebbe l'ispirazione di diventare un francescano
Nel 1709 si trasferì a Firenze dove rimase per oltre 35 anni, lavorando per i Medici e facendo incisioni per la loro galleria, assieme a Theodor Verkruys, Cosimo Mogalli e Picchianti. In seguito tornò a Bologna, dove entrò nell'Accademia Clementina. 
Tra le sue incisioni ci sono il Martirio di sant'Orsola di Pasinelli, l'Annunciazione di Veronese, Cristo che passeggia sul mare con san Pietro di Ludovico Carracci, il Riposo di Venere di Cignani, Giacobbe venduto adi fratelli di Andrea del Sarto, Saul e David con la testa di Golia del Guercino, le Marie sul sepolcro di Pietro da Cortona, e l' Arca di Noè di Jacopo da Bassano.